# Huybrecht Jacobsz Grimani
Huybrecht Jacobsz, ookwel Hubertus Grimani (Delft, 1562 -   Den Briel, 1651), was een Nederlandse schilder uit de 17e eeuw .

## Biografie
Volgens Arnold Houbraken was hij een tijdgenoot van Adriaen van Utrecht. Huybrecht reisde naar Venetië (Italië) en was daar jarenlang in dienst van de doge Marino Grimani, wiens naam hij aannam. Houbraken nam dit over van Joachim von Sandrart.
Volgens Karel van Mander was Huybrecht Jacobsz 6 maanden de meester van Pieter Cornelisz van Rijck, die hiervoor al enkele maanden in de leer was geweest bij Jacob Willemsz Delff in Delft.  Meester en leerling reisden samen naar Italië, waar Van Rijck 15 jaar verbleef.
Volgens Hessel Miedema die onderzoek deed naar Van Manders Schilder-boeck, reisden Grimani en Van Rijk in 1588 naar Italië. In 1613 werd Grimani in het Delftse Gildeboek vermeld als de op een na beste schilder van Delft, na Michael Mierevelt. Ook in de Utrechtse dagboeken van Aernout van Buchel (mei 1598) wordt hij genoemd als een van de twee meest opmerkelijke schilders in Delft.
Volgens Dirk van Bleiswijk, die een geschiedenis van Delft schreef, werd Huybrecht Jacobsz. geboren tussen 1556 en 1566, en was hij circa 10 jaar in dienst bij Marino Grimani die in 1595 doge werd. Volgens een Necrologie van Delftse kunstenaars door J. Soutendam werd hij begraven op 11 april 1631.
Er worden (21e eeuw) geen bekende werken aan hem toegeschreven.
- Biografisch Portaal: 62653158
- Digitale Bibliotheek voor de Nederlandse Letteren: grim009
- RKD-Nederlands Instituut voor Kunstgeschiedenis: 488905
- Union List of Artist Names: 500102380
- Virtual International Authority File: 96441154